# Deathtrap (jeu vidéo)
Pour les articles homonymes, voir Deathtrap (homonymie).
Deathtrap est un jeu vidéo tower defense/action RPG sorti en 2015 par NeocoreGames pour Microsoft Windows et Mac OS X. Il partage le cadre de la fiction gothique avec The Incredible Adventures of Van Helsing de NeocoreGames et présente un protagoniste solitaire qui est envoyé dans un monde frontalier dans une dimension alternative (‘Ink’) pour défendre une série d’anciens bastions contre une horde de monstres.
La version Xbox One est sortie le 3 janvier 2017 sous le titre The World of Van Helsing : Deathtrap. NeocoreGames a sorti un portage sur PlayStation 4, le 28 septembre 2020.

## Gameplay
Le joueur choisit un personnage parmi trois classes possibles (guerrier, sorcière ou tireur d’élite) qui déterminent l’aspect du jeu, et progresse à travers les niveaux en combattant des hordes d’ennemis. Chaque carte propose un certain nombre d’itinéraires prédéfinis pour les ennemis qui arrivent par vagues et des emplacements pour construire divers types de pièges. Ceux-ci sont construits et améliorés en utilisant la monnaie mystique « essence » avec un montant prédéterminé au début de chaque niveau. L’essence peut être gagnée pendant le niveau en tuant des ennemis et en complétant des vagues, et dépensée pour construire de nouveaux pièges ou améliorer ceux qui existent déjà. Le joueur gagne s’il tue tous les ennemis d’un niveau et perd si un certain nombre d’ennemis parviennent à atteindre le portail de la base. Les actions de piège qui endommagent et tuent les ennemis sont augmentées par les attaques du joueur où le personnage peut se déplacer librement sur la carte, tandis que les pièges sont fixes et ont une portée limitée. 
Des éléments de jeu de rôle entrent en jeu entre les niveaux où le joueur peut améliorer son personnage en fonction des points d’expérience reçus et acheter ou fabriquer de l’équipement pour augmenter ses capacités (liées à l’action ou à la construction de pièges). Certains types de pièges et améliorations doivent également être déverrouillés séparément,. 
Le mode histoire de base comporte 13 niveaux, mais une fois que le personnage du joueur a acquis suffisamment d’expérience, deux modes supplémentaires sont débloqués : scénario et sans fin. Le mode scénario permet au joueur d’augmenter la difficulté de la carte en sélectionnant diverses restrictions, tandis que « sans fin » est un mode de survie non-stop avec des ressources limitées et des ennemis de plus en plus coriaces. Deathtrap propose également un mode multijoueur (coopératif et versus jusqu’à 4 joueurs) et un éditeur de carte,,.

## Accueil
Certaines critiques ont noté une étroite similitude de l’aspect d’action avec la série de jeux Diablo et que l’aspect tower defense n’introduit rien de significatif par rapport aux jeux existants, mais le mélange de genres était considéré comme innovant et rafraîchissant.
Le jeu a reçu des critiques généralement favorables et a un métascore de 77 sur Metacritic (version PC). 

## Référence
1. 1 2 3 4  Clark, « Deathtrap Review », GameSpot, 15 mars 2015 (consulté le 20 mars 2017)
2. 1 2  (de) Weber, « Deathtrap Test (PC) », GameStar, 10 février 2015 (consulté le 20 mars 2017)
3. ↑  (nl) Beentjes, « Deathtrap Review - Home Alone voor gevorderden », XGN, 6 février 2015 (consulté le 20 mars 2017)
4. ↑  « Deathtrap (PC) : l'avis de yaye - Gamekult », sur www.gamekult.com (consulté le 11 juillet 2021)
5. 1 2 3  « Deathtrap (2015) - Jeu vidéo - SensCritique », sur www.senscritique.com (consulté le 11 juillet 2021)
6. 1 2  (en) « Deathtrap », sur Metacritic (consulté le 11 juillet 2021)
7. ↑  (en) « World of Van Helsing: Deathtrap », sur Metacritic (consulté le 11 juillet 2021)